# Międzynarodowy Trybunał Karny dla Rwandy

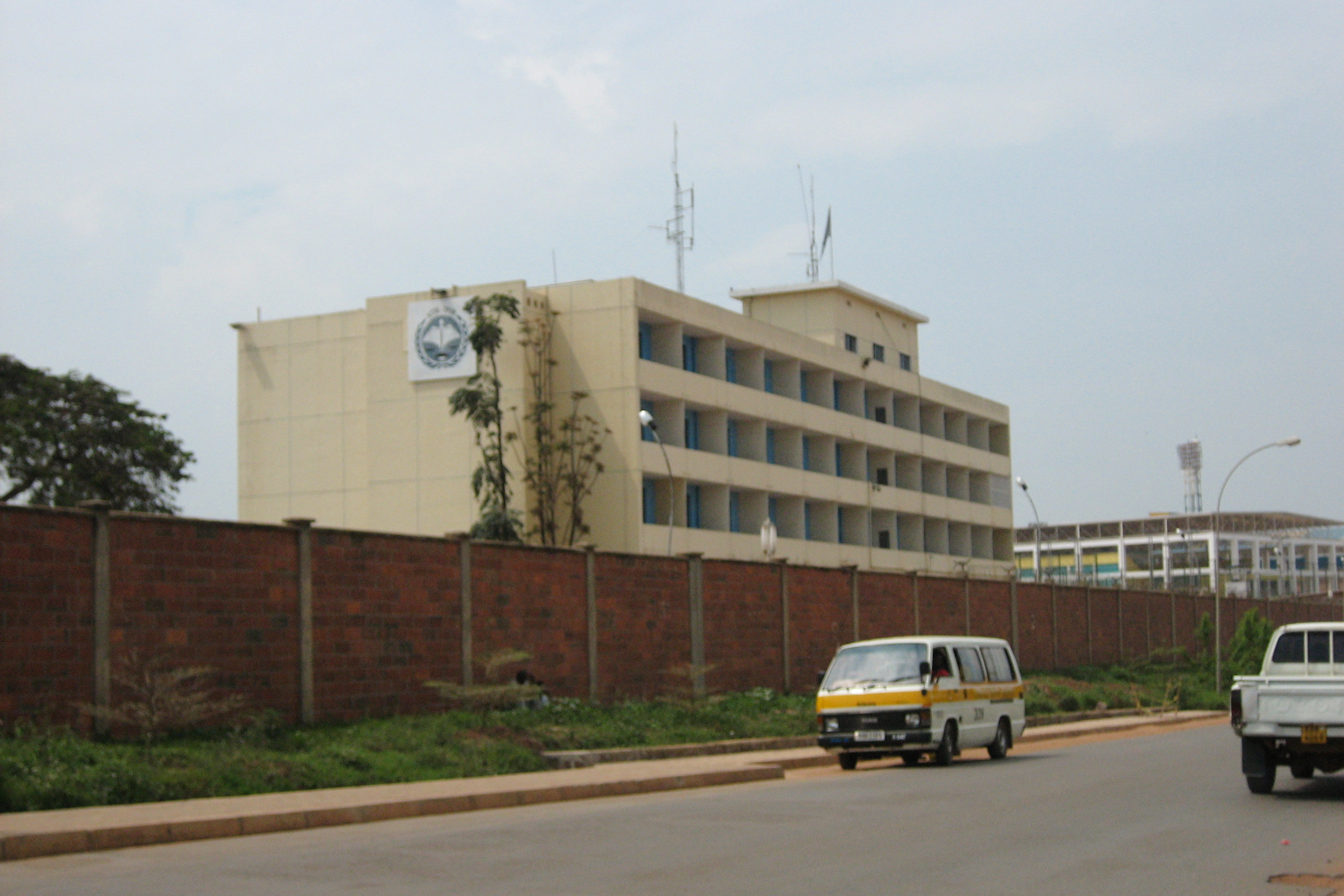
Budynek MTKR w Kigali

Międzynarodowy Trybunał Karny dla Rwandy (MTKR) (ang. International Criminal Tribunal for Rwanda, ICTR; fr. Tribunal pénal international pour le Rwanda, TPIR) – międzynarodowy trybunał powołany pod auspicjami Organizacji Narodów Zjednoczonych do zbadania i rozliczenia zbrodni popełnionych w Rwandzie podczas ludobójstwa, które miało miejsce od stycznia do grudnia 1994 roku, podczas którego zostało zamordowanych ok. 800.000 ludzi, głównie pochodzenia etnicznego Tutsi. Trybunał został utworzony przez Radę Bezpieczeństwa ONZ. Siedziba Trybunału znajdowała się w Arusha (Tanzania), a jego Izba Apelacyjna miała siedzibę w Hadze. Trybunał oficjalnie zakończył swoją działalność 31 grudnia 2015 roku. W ciągu trwania swojej pracy, przed Trybunałem zostały postawione 93 osoby, spośród których 61 zostało skazanych, 14- oczyszczonych z zarzutów, 10- skierowanych do sądów narodowych, gdzie miały później zostać osądzone, a 3 zmarły w trakcie prowadzenia postępowań. Trybunał dla Rwandy jest pierwszą taką instytucją w historii, która wydała wyroki w sprawie osób oskarżonych o ludobójstwo. Trybunał został oficjalnie zamknięty w dniu 31 grudnia 2015 roku.

## Historia i podstawa prawna
Został powołany na mocy rezolucji Rady Bezpieczeństwa ONZ:
- 955 z 8 listopada 1994
- 978  z 27 lutego 1995
- 1165 z 30 kwietnia 1998

## Struktura
Organami Trybunału są:
- Izby
- Izba Apelacyjna,
- Biuro Prokuratora
- Rejestr

Biuro Prokuratora mieści się w Hadze, zaś jego zastępcy w Kigali w Rwandzie.
Izby, Izba Apelacyjna, Rejestr mieszczą się w Aruszy w Zjednoczonej Republice Tanzanii.
Trybunał składa się z 14 sędziów wybieranych na 4 lata przez Zgromadzenie Ogólne ONZ na podstawie listy przedłożonej przez Radę Bezpieczeństwa.

## Zakres jurysdykcji
Mogą być przed nim sądzone osoby oskarżone o następujące czyny:
- zbrodnie na terytorium Rwandy (niezależnie od obywatelstwa podejrzanego)
- zbrodnie popełnione przez obywateli Rwandy na terytorium państw sąsiednich

Jurysdykcja Trybunału obejmuje wyłącznie czyny popełnione w roku 1994. 
Kategorie ściganych zbrodni:
- zbrodnia przeciwko ludzkości
- zbrodnia ludobójstwa
- naruszenia art. 3 czterech konwencji genewskich o ochronie ofiar wojny z 1949 i II protokołu fakultatywnego do nich